# Luis Agustín García Moreno
Luis Agustín García Moreno (Segovia, 8 de noviembre de 1950) es un historiador español, catedrático de Historia Antigua. Presidente del Comité Español de Ciencias Históricas.

## Biografía
Licenciado en Filología Clásica en la Universidad de Granada y doctorado en 1972 en la de Salamanca, ejerció como profesor en las universidades de Salamanca, Madrid, Santiago y Alcalá y como catedrático en las de Zaragoza y Alcalá. 
Es miembro de los consejos científicos de las publicaciones Journal of Late Antiquity, Networks and Neighbours, Quaderni Catanesi di Studi Antichi e Medievali, Hispania Sacra, y Cuadernos de Historia de España, y de las juntas directivas de la Sección Española de la Asociación Internacional de Historia de la Iglesia, del Comité Español de Ciencias Históricas, de la Sociedad Internacional de Estudios Bizantinos y de la Asociación Española de Orientalistas; 
fundador y director de la revista "Polis", en 2007 ingresó en la Real Academia de la Historia, avalado por los académicos Luis Suárez Fernández, Julio Valdeón Baruque y José Antonio Escudero López. Es miembro fundador de la Asociación Internacional «Geography And Historiography In Antiquity» (GAHIA), para el estudio y la difusión de la geografía histórica e historiografía de la Antigüedad. 

## Obras
Además de numerosas colaboraciones en publicaciones científicas, es autor de varios libros sobre historia grecolatina y visigoda de la península ibérica, entre ellos:
- Prosopografía del reino visigodo de Toledo (1974);
- El fin del reino visigodo de Toledo (1975);
- Romanismo y germanismo. El despertar de los pueblos hispánicos (siglos IV-X). Historia de España dirigida por Manuel Tuñón de Lara II. (1982; escrita en colaboración con Juan José Sayas Abengochea);
- España en la Edad Antigua: Hispania romana y visigoda (1988);
- Historia de España visigoda (1989);
- La antigüedad clásica: el imperio romano (1989);
- El Bajo Imperio Romano (1998);
- De Gerión a César: estudios históricos y filológicos de la España indígena y romano-republicana (2001);
- Hispania en la antigüedad tardía: ocio y espectáculos (2001);
- La construcción de Europa: siglos V - VIII (2001);
- España medieval y el legado de Occidente (2005);
- Los judíos de la España antigua: del primer encuentro al primer repudio (2005);
- Leovigildo: unidad y diversidad de un reinado (2008).